# Peripsychoda centraceps
Peripsychoda centraceps és una espècie d'insecte dípter pertanyent a la família dels psicòdids.

## Descripció
- Mascle: ulls separats per 1,5-2 facetes de diàmetre; sutura interocular lleugerament arquejada; occipuci estès i en forma de fletxa; front amb una àrea pilosa trapezoïdal i compacta; clipi protuberant i ampliat; antenes d'0,97-1,09 mm de llargada i amb l'escap dues vegades la mida del pedicel; tòrax sense patagi; fèmur considerablement més llarg que la tíbia; ales d'1,75-1,87 mm de llargària i 0,67-0,70 d'amplada.
- La femella és similar al mascle, però amb els ulls separats per 3,5 facetes de diàmetre; vèrtex 4 vegades l'amplada del pont ocular; antenes de 0,72-0,79 mm de llargada i ales d'1,55-1,87 mm de longitud i 0,57-0,67 mm d'amplada.[3]

## Distribució geogràfica
És un endemisme de Nova Guinea.